# Crowley Broadcast Analysis
Crowley Broadcast Analysis es una institución oficial de investigación que monitorea las estaciones de radio en Brasil desde 1997.

## Historia
Crowley Broadcast Analysis fue fundada en 1997. Desde agosto de 2009 ha proporcionado las listas de éxitos musicales de la revista Billboard Brasil, que se basan en la grilla básica de radio con más de 350 emisoras, investigadas en 14 ciudades brasileñas y 3 mesorregiones, de un total de casi 800 estaciones monitoreadas para publicidad en más de 70 municipios.

## Crowley Charts
En 2018, la empresa lanzó el sitio web de Crowley Charts, que compila listas que fueron publicadas semanalmente por Billboard Brasil. El sitio ofrece el Top 100 Brasil, con las 100 canciones más tocadas de la semana, y listas con las 10 canciones más tocadas por género (Pop Nacional, Pop Internacional, Pop/Rock Nacional, Pagode, Sertanejo, Forró y Funk/Black Music.